# Basilico Genovese
Le Basilico Genovese (en français : basilic génois) est le nom attribué à une plante relevant de l'espèce Ocimum basilicum L. cultivée dans la région Ligure.  Son nom fait référence à la ville de Gênes.
Depuis le 4 octobre 2005, la dénomination Basilico Genovese est protégée au niveau européen par une appellation d'origine protégée (AOP).

## Historique
Connu depuis l'Antiquité, le basilic est  surtout utilisé comme plante d'ornement. Les Romains lui attribuent des propriétés médicinales. Dans l'Europe du Moyen Âge, la tradition orale l'associe volontiers à la sorcellerie.
Dès 1864, un ouvrage culinaire italien mentionne l'usage du Basilico Genovese dans l'élaboration de quelques recettes de cuisines régionales. En 1883, Stefano Janici, dans son Inchiesta agraria (Enquête d'agronomie), signale de nombreuses petites serres destinées à la culture du basilic sur les collines génoises. Dans les premières décennies du XXe siècle, à Finale Ligure, à l'occasion de foires et salons internationaux d'horticulture, le basilic est un des articles les plus nommés parmi les nombreux fruits et légumes exposés.
Aujourd'hui, cette plante doit sa renommée à son utilisation culinaire notamment dans la réalisation du pesto genovese, produit typique italien, né en Ligurie et connu dans le monde entier.

## Aire de production
Elle est délimitée par le versant tyrrhénien du territoire administratif de la région Ligure et la ligne de partage des eaux.

## Caractéristiques
Le Basilico Genovese est issu d'une conjonction unique entre un climat particulièrement doux, une forte luminosité hivernale, la brise marine et les traditions des agriculteurs ligures.
Il se distingue par l'absence de senteur mentholée, un parfum très intense et plaisant ainsi qu'une coloration des feuilles extrêmement pâle créant un produit final qui se distingue nettement des autres zones de production.

## Promotion et valorisation

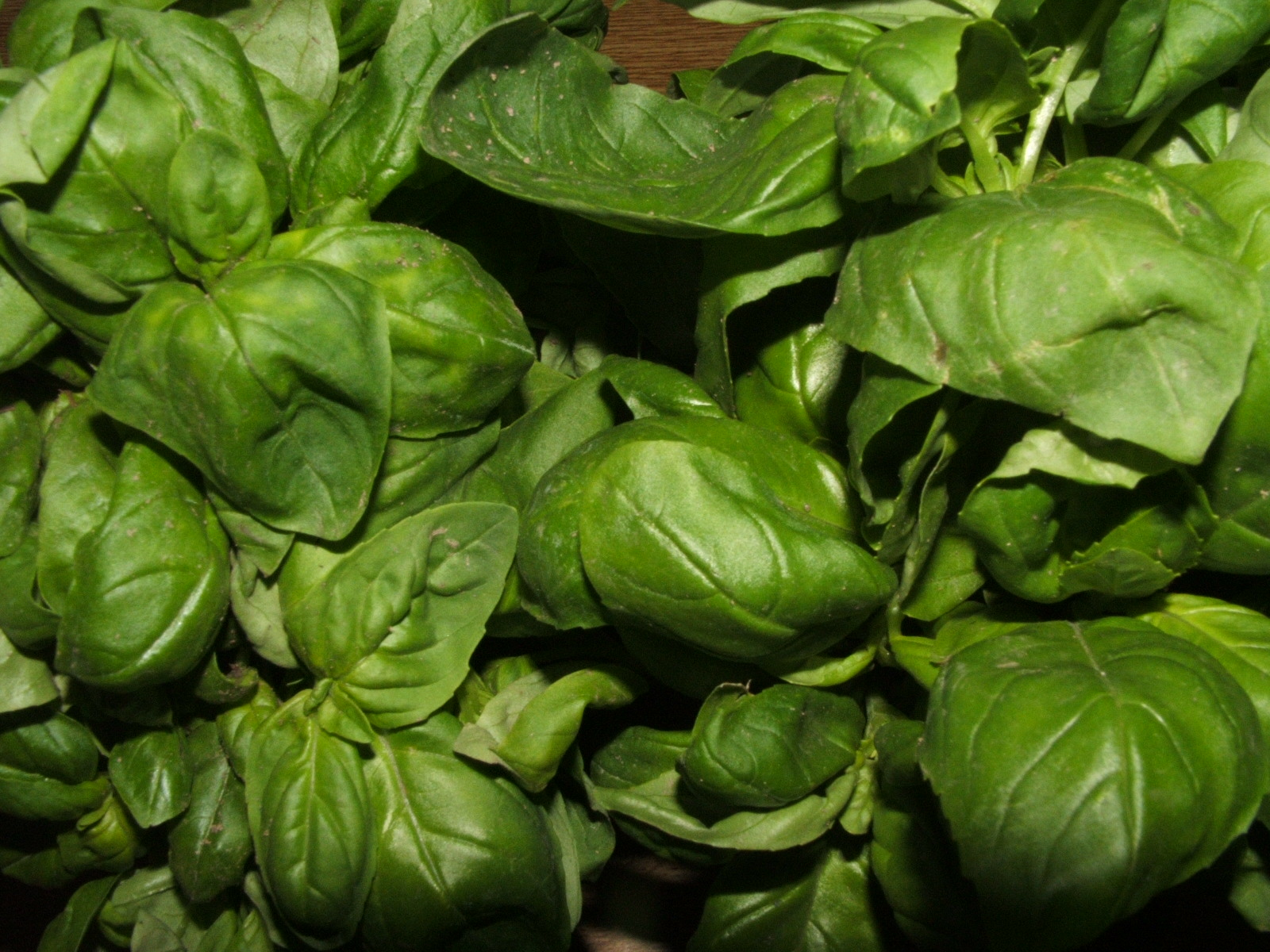
Basilic Genovese

Elles sont assurées par le consortium de tutelle couplé avec le Parco del basilico
 (Parc du basilic) : inauguré, le 4 juin 2006, à l'ouest de la commune de Gênes, dans le  quartier collinaire de Prà, le parco del basilico à son siège dans la villa Doria Podestà, et sa superficie se développe jusqu'à la commune de Mele. Ouvert au public, il met l'accent sur l'identité d'un lieu où le rapport homme / territoire est très fort. Axé sur le tourisme rural, le parc implique de nombreux acteurs locaux du secteur de l'agro-alimentaire et du tourisme:  producteurs de basilic, fabricants de pesto,  restaurateurs, gites ruraux, visites guidées...

## Organisme de contrôle
L'organisme de contrôle  chargé de la traçabilité du produit est la Chambre de commerce de Gênes (autorité partagée  avec les Chambres de commerce d'Imperia, Savone et La Spezia).